# Silvia Fômina
Ariadne Silvia Fómina (Buenos Aires, 31 d'octubre de 1962) és una compositora, directora i musicòloga especialitzada en música polifònica, microtonalisme, micro-rítmica i espacialisme.

## Biografia[calcitació]
Nascuda a Argentina, filla d'emigrants russos. Va ser adoptada per una família de Buenos Aires. Als 11 anys va marxar de casa i es va posar a treballar en una fàbrica; d'aquesta manera es va poder pagar una habitació, i uns estudis musicals que va realitzar entre 1978 i 1985. Va poder escapar de la dictadura militar refugiant-se en un poble als Andes. Posteriorment emigra a Berlín gràcies a una beca DAAD. A Alemanya, la seva fascinació per la música de Giörgy Ligeti la porta a agafar tots els seus manuscrits i anar a Hamburg a conèixer el compositor, amb qui va trobar una correspondència a nivell musical.
Seria alumna particular de Giörgy Ligeti des de 1989 fins que aquest va morir, el 2006.
Tot i ser resident a Berlín des de 1991, els viatges que fa des de ben jove, i la consecució de premis i residències artístiques i beques és constant al llarg de la seva trajectòria.
D'entre tots els premis, cal destacar el de composició de l'Academia de les Arts de Múnic, dotació de la Fundació Ernst Von Siemens per la seva investigació sobre micro-tonalitat instrumental (1993). Es tracta d'un dels guardons més prestigiosos del món en música contemporània.
Ha investigat com a etnomusicòloga la tradició oral polifònica Aka i Baka, dels Pigmeus a la selva Camerun i centre-africana (1992), i els llenguatges tonals i el ductus melòdic de la Xina, Japó i Sud-Est Asiàtic, en un viatge d'estudis superiors realitzat el 1999.
El 1993 estrena Dispersion, per a violoncel i cinta magnetofònica, fet que la portà a ser entrevistada per la televisió RTL d'Alemanya. El 1994, durant una residència artística a Califòrnia va conèixer Jonathan Treitel que és autor del text de la seva òpera Shah Mat (1999), en què Fômina aplica els seus coneixements etnomusicològics. El 1995 s'estrena a París – Cité de la Musique l'obra Permanenza, interpretada per la Chamber Orchestra of Europe i dirigida per Claudio Abbado.
El 2004, segons ella mateixa descriu, va començar l'inici d'una segona existència gràcies a un trasplantament vital realitzat a Berlín, Alemanya. El 2006 va fer un primer viatge de tornada a Argentina. Entre 2008 i 2017 va exercir de compositora i directora convidada pel Laboratori d'Investigació i Producció Musical de Buenos Aires.

## Obra

### Interès[calcitació]
La recerca d'una nova funcionalitat, que sorgeix de la necessitat d'expressar transparentment les noves polifonies.
Busca la interacció de les tradicions polifòniques que encara sobreviuen, per tant les més evolucionades. No en va, dirigeix el projecte anomenat Ars Subtilior, que té com a part visible una pàgina web des d'on dona a conèixer la seva obra a través de vídeos i entrevistes.
El seu camp d'acció compositiu són els micro-sistemes d'afinació, de ritme i d'espai, que pretesament són un pont entre les cultures europea occidental de finals de l'edat mitjana i la tradició oral d'Àfrica i Àsia.

### Característiques
La seva obra es fonamenta sobre principis metafísics com la teoria de la relativitat o la hipòtesi de la fragmentació infinita del so en el temps, l'espai i l'afinació.
Les seves composicions són sempre orgàniques.
Utilitza les eines musicals com el silenci, escales, i afinacions no temperades amb un discurs simbòlic.
Les polifonies de les seves obres contenen tensions, combinacions i jerarquies acústiques.
La conducció de veus inferiors a un semitò genera una serena plenitud (com la que Fômina trobà en la música de l'illa de Manus, Papua Nova Guinea, font d'inspiració).

### Reptes[2]
- Com aplicar de manera òptima el món microtonal al so instrumental dels instruments acústics.
- Jugar amb les formes vibratòries entre capes de so instrumental.
- Combinar els harmònics de la sèrie pitagòrica natural per a generar textures polifòniques diferents.

### Interpretació
Plasma aquests conceptes en partitures de gran format amb notacions específiques per l'ocasió i amb un sentit artístic de l'espai: els elements hi són distribuïts de manera que podríem considerar fins i tot estètica.
En les seves obres, Fômina distribueix per l'espai les fonts sonores, ja siguin músics o altaveus. «Espacialitzo la música, la qual cosa significa que tinc una idea tridimensional dels sons». A l'hora d'interpretar les seves composicions, els músics han de buscar sovint el seu espai, a vegades tocant en moviment. I no només l'orquestra sinó també el públic. D'aquesta manera es crea una forma multi-dimensional, els sons s'estenen a diferents altures en una habitació i a diferents distàncies.

### Influències
La seva influència principal és Ligeti, al qual Fômina anomena el gran maestro. També menciona Xennakis a la conferència UNSAM 2018. Sobre la seva obra Auguri Aquae, se la relaciona amb les peces més tardanes de Luigi Nono
Fômina troba inspiració del món que l'envolta. «Sobretot, la llengua d'un país i els seus habitants són inspiradors. De moment m'estic inspirant en l'aigua».

## Llistat d'obres
| Títol                                | característiques | any d'estrena | lloc d'estrena |
| ------------------------------------ | --- | ------------- | -------------- |
| Im Halbdunkel                        | per a 12 cordes o triple quartet, amb cinta                                                                                             | 1990          | Alemanya       |
| títol desconegut                     | encàrrec compositiu per la Biennale Berlin                                                                                              | 1992          | Berlín         |
| Expulsion. Désagrégation. Dispersion | per a violoncel solista i magnetòfon | 1993          | Berlín         |
| Permanenza                           | per a orquestra micro-polifònica distribuïda a l'espai i una realització conjunta de 50 veus espaialitzades                             | 1994          | Berlín         |
| Steyrischer Herbst                   | | 1995          | Graz           |
| Auguri Aquae                         | moviment sonor per a veus polifòniques microtonals i orquestra                                                                          | 1997          | Donaueschingen |
| Shah Mat                             | òpera | 1999          | Stuttgart      |
| Ouverture y Endspiel                 | | 2000          | Witten         |
| Coda                                 | situació per a solista vocal masculí i polifonia instrumental espaialitzada                                                             | 2008          | Berlín         |
| Luces de Oriente                     | per a veu, instruments tradicionals asiàtics i occidentals                                                                              | 2009          | Buenos Aires   |
| Ruta de la Seda                      | per a trompeta, trombó, violoncel, acordió i percussió                                                                                  | 2010          | Berlín         |
| Este camino que llevo                | per a veu, trompeta, trombó, violoncel, acordió, percussió i cinta. Obra vocal escrita per al cantant de flamenc espanyol Jose Parrondo | 2010          | Berlín         |
| Éxodos                               | per a orquestra en moviment i solistes vocals espaialitzats                                                                             | 2011          |                |
| Labyrinths and Times                 | 7 Dialegs i Monòlegs. Cicle d'òperes de cambra                                                                                          | 2013-2015     |                |
| What Remains                         | llibre d'escenes musicals | 2018          |                |
| Die Regeln des Spiels                | versió de cambra per a veu, espaialització polifònica y amb un fris en moviment                                                         | 2018          | Winterthur     |
| The Promised Space                   | projecte operístic en procés compositiu                                                                                                 |               |                |

## Pensament i compromís social aExpulsion. Désagrégation. Dispersion
En l'obra, per a violoncel sol, Fômina fa interferir el so del violoncel amb el dels altaveus de diverses maneres. A poc a poc va guanyant terreny contra ells. En el quart moviment (Atherisch) exposa melodies simplificades del material original, formades per notes agudes i de pocs harmònics que es tornen encara més fines al final i condueixen a un pianissimo, que després ha d'anar seguit per un silenci de quinze segons. Això suposa una gradual desintegració dels sons que apareixen a l'inici, que es fonen en aquest silenci de manera simbòlica.
«Aquesta obra està dedicada a la generació absent, aquella generació de joves intel·lectuals (en el millor sentit creatiu) amb què vaig créixer a l'Argentina, que haurien d'haver sortit després del malson del terror i la mort sota la dictadura de 1976-1983. Una generació perseguida, silenciada, censurada, torturada, afusellada i exterminada. Amb els punys tancats i les dents tancades, ofereixo aquest homenatge als presents desapareguts i al profund buit, el silenci i l'absència de les seves obres. Amb els ulls tancats».

## Residències artístiques destacades
Com a compositora i investigadora ha ocupat nombroses residències artístiques per Europa i Amèrica. En destaquen les següents:
- Djerassi Resident Artist Program. Woodside, San Francisco, EUA (1994)
- Cité Internationale des Arts. París, França (1995-1996).
- Rockefeller Foundation. Nova York, EUA (1996)
- Academia Schloss Solitude, Stuttgart, Alemanya. (1999)
- Artista resident becada per la Casa de Velázquez. Madrid, Espanya (2000)
- LIEM e-studio del Museo Reina Sofía. Compositora resident. Madrid, Espanya. (2001)
- Helene Wurlitzer Foundation. Taos, Nou Méxic. (2003-2004)
- Bauhaus-Weimar IKKM. Weimar, Alemanya.(2016-2017)

## Premis[calcitació]
Els premis i les beques obtingudes són molt nombrosos al llarg de la seva vida. Els més significatius són:
- Concurs portuguès per a la promoció de l'intercanvi cultural (1989).
- Beques del Rotary Club i de DAAD (1989).
- Finalista de la Setmana Internacional de Música Gaudeamus de Amsterdam (1990).
- 1r premi del Concurs Internacional de Composició de Viena amb Claudio Abbado (1991).
- Premi de composició de l'Academia de les Arts de Múnic, dotació de la Fundació Ernst Von Siemens per la seva investigació sobre micro-tonalitat instrumental.(1993) Es tracta d'un dels premis més prestigiosos del món de la música contemporània.